# مهرجان يوكوهاما السينمائي
مهرجان يوكوهاما السينمائي (باليابانية:ヨコハマ映画祭) (بالإنجليزية:Yokohama Film Festival) ، هي مهرجان السينما الدولي التي تقام سنويا ، بدأت عام 1980 ، وتستمر إلى يومنا هذا ، وتتكون هذه المهرجان عدة جوائز وهي :
- جائزة أفضل ممثل جديد.[1]
- جائزة أفضل ممثل.
- جائزة أفضل ممثلة جديدة.
- جائزة أفضل ممثلة.
- جائزة أفضل مخرج.
- جائزة أفضل فيلم.
- جائزة أفضل التصوير السينمائي.

وغيرها.

## وصلات خارجية
- Yokohama Film Festival homepage (فقط باللغة اليابانية)